# サン＝フロラン＝ル＝ヴィエイユ
サン＝フロラン＝ル＝ヴィエイユ （Saint-Florent-le-Vieil）は、フランス、ペイ・ド・ラ・ロワール地域圏、メーヌ＝エ＝ロワール県のかつてのコミューン。2015年12月15日より、新設されたコミューン、モージュ＝シュル＝ロワールを構成する権限委任コミューンの1つとなった。

## 地理

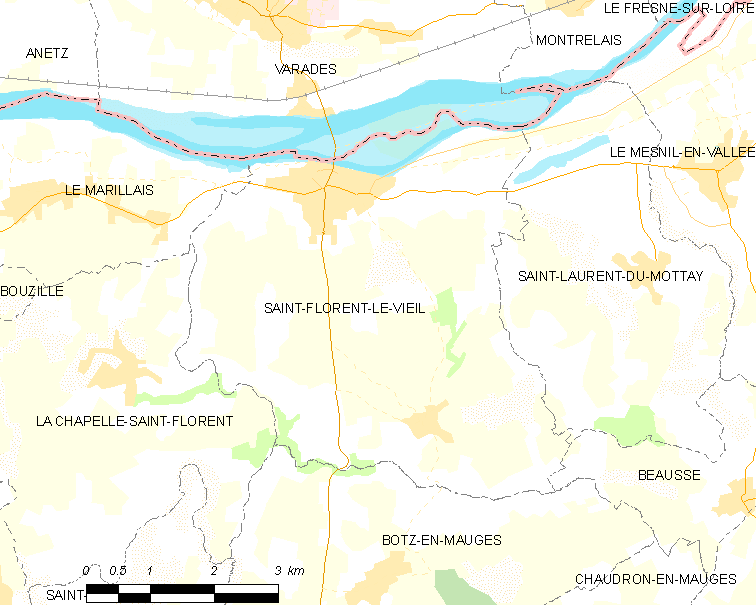
サン＝フロラン＝ル＝ヴィエイユの位置

モージュ地方北部にあるサン＝フロラン＝ル＝ヴィエイユは、県西部、ロワール川左岸に位置している。アンジェの西約40km、ナントの東約50kmに位置する。コミューンは、ボープレオ方向にある、コミューン中心人口集塊の南3kmに位置するラ・ブトゥシェール集落も含んでいる。我々は、旧市街を構成するモントグロヌ地区の古い住宅が並ぶ様子、ロワール川を見下ろす修道院付属教会、庭園を山の手から見ることができる。
コミューンは、南側で108mから62mになる高台の上にあり、北に向かって徐々に低くなっていく。コミューンの北東にある、川に突き出た岬では高さは48mになり、川に向かって急激に低くなる。コミューンは、シルル紀後期にできた変成岩の上にある。
コミューンの北側の境界全体が、ロワール川と川に浮かぶ小島と接している。コミューンと川は4.5kmに渡って接している。西側には、ロワールに合流する前に北に向かって流れるエヴル川がある。エヴル川はサン＝フロラン＝ル＝ヴィエイユと、マリレ、ラ＝シャペル＝サン＝フロランを隔てている。南にいくとムラン・モロー川である。東側には、南から北に流れるリール川がサン＝ローラン＝デュ＝モテとの境界になっている。

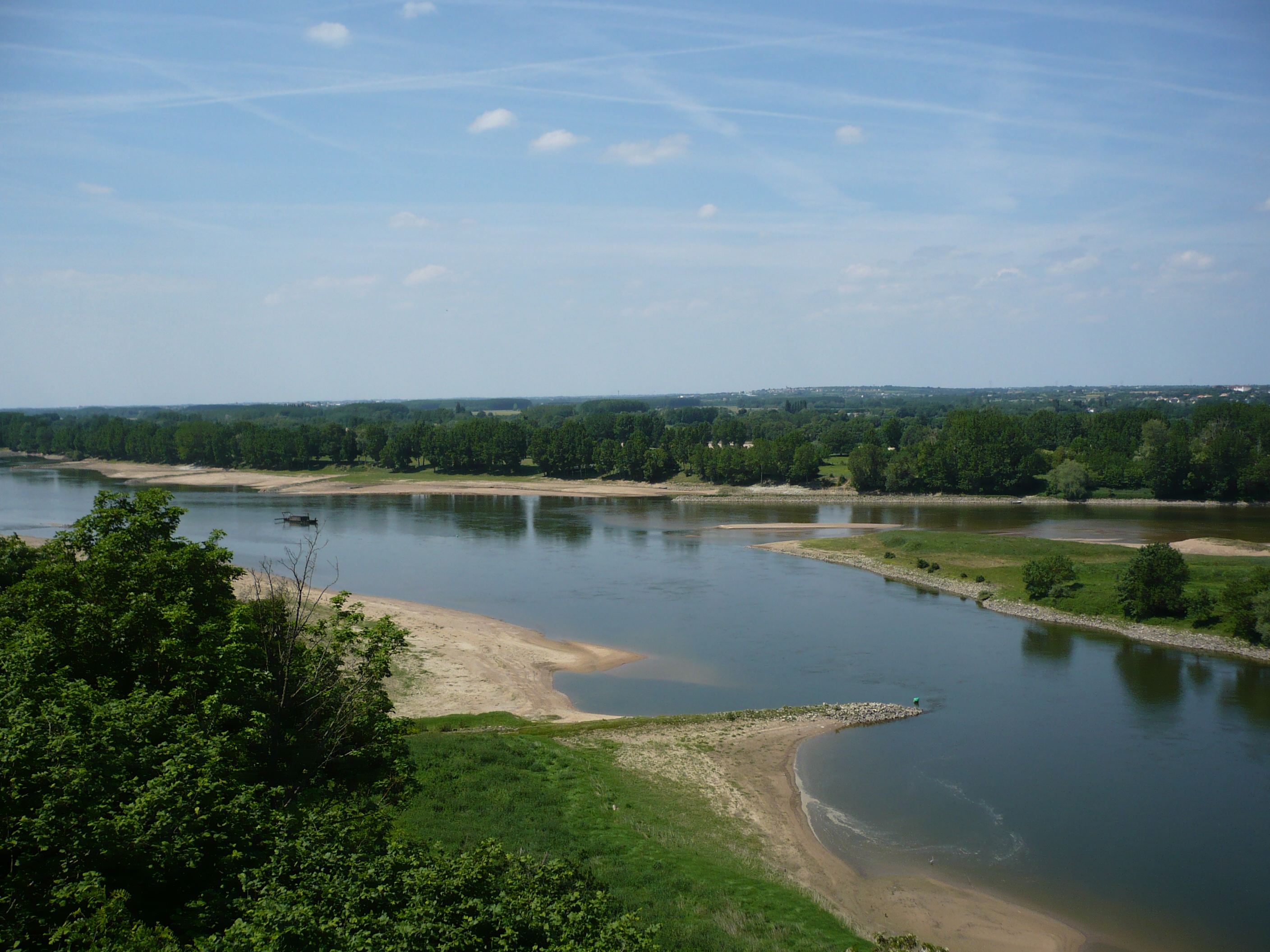
露頭から眺めたロワール川

## 由来
8世紀に Sanctus Florentius de Glonna infra pago Pictavo として言及されている。聖フロラン（Sanctus Florentius）は修道院の守護聖人である。glonnaはケルト語で高い場所を意味する glann から派生している。infra pago Pictavo（pagus pictons、ピクト人の国）は、もともとこの場所がアンジュー領とは考えられていなかったことを示している。修道院は824年（Monasterium quod est situm in territorio Pictavense supra rippam Ligeris, quod dicitur Glonna sive sanctus Florentius）や847年（Monasterium, quod vulgari nomine dicitur Glomna）のようにいくつかの文書に記載されている。843年、Monasterium sancti Florentii constructum super alveum Ligeris in pago videlicet Medalgicoの名が記されるが、pago Medalgicoは『モージュのpagus』（pagusとはpays、国）を意味する。
1793年、国民公会はキリスト教に関する名称を放棄しようという試みからサン＝フロランの名を捨てさせ、モン＝グローヌ（Mont-Glone）と改名させた。

## 歴史

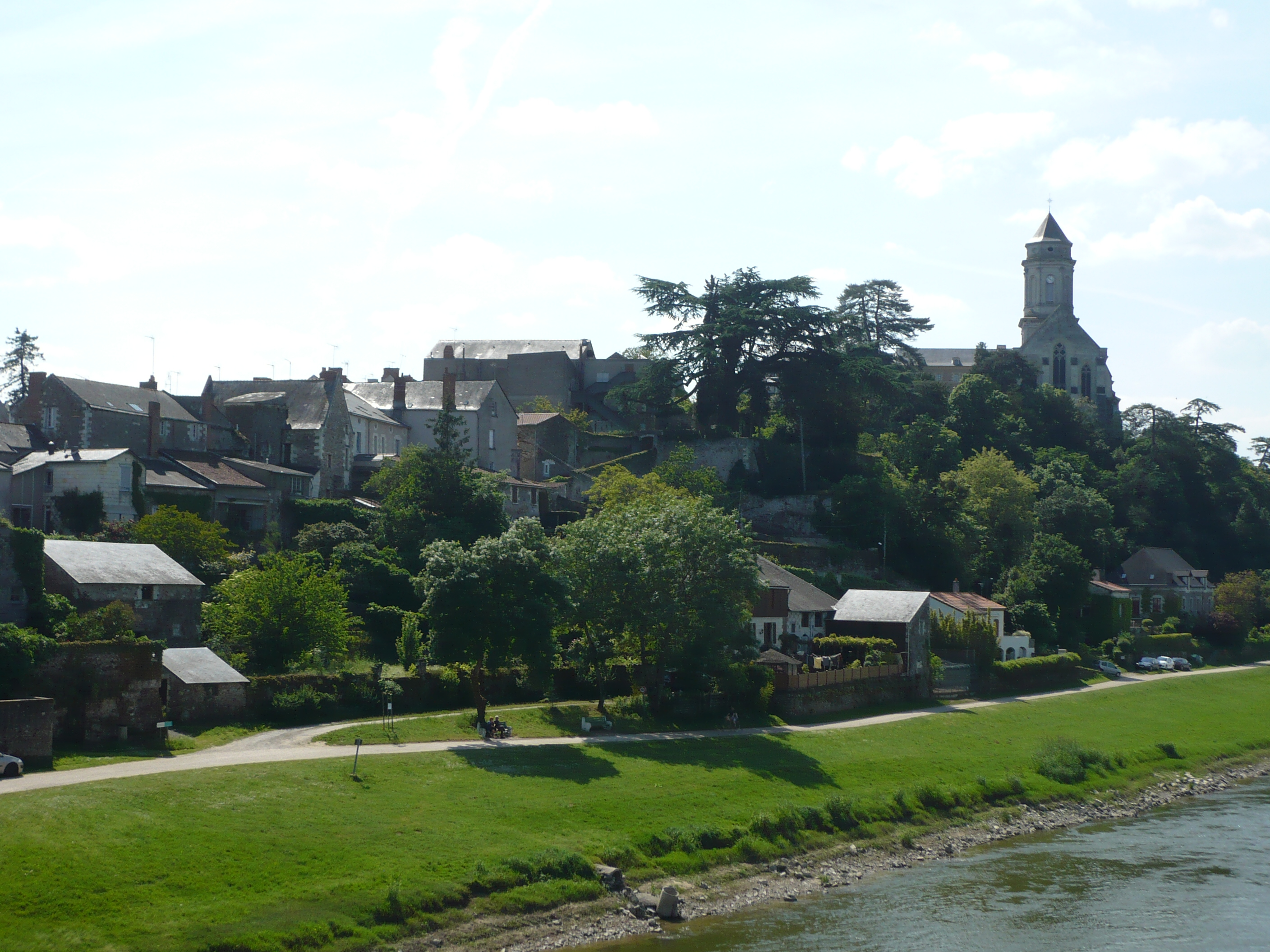
グロヌ山の眺め

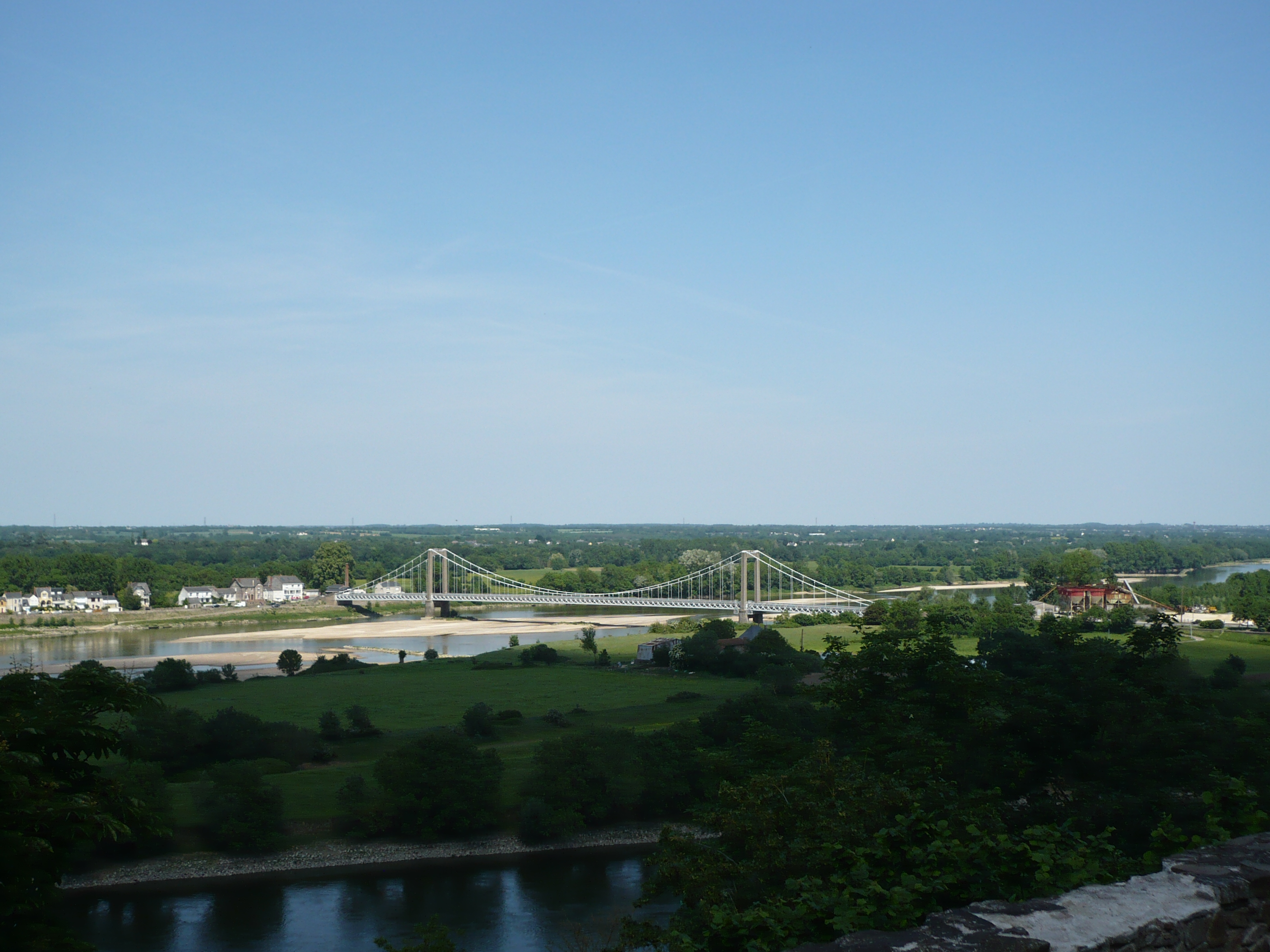
ロワール川とバタイユーズ島

先史時代や古代の定住地跡はわずかしか残っていない。ラ・ブトゥシェールの近く、ラ・リールの近くにあるストーン・サークルの名残がそれである。しかし、ストーン・サークルの最後の名残は1954年に消滅した。
トゥールとナントの間を通っていたローマ街道は、現在のサン＝フロランの町の南側を通っていた可能性がある。15の磨かれた斧、青銅の斧、青銅の剣は、人間が定住していた証である。
4世紀、隠者フロラン・ダンジューはグロヌ山にいた。このmont Glonneとは川に突き出た岩の露頭である。弟子たちの協力を得て、彼は教会を設立した。修道院付属教会は7世紀の終わりに建てられ、後にサン・ソヴールに捧げられた。8世紀終わり、院長アバルデュス指導のもと、周囲で修道院共同体を治める組織ができ始めた。カール大帝は修道院を再建し、大理石と見事な建築を装備させた。また、そこには聖杯と呼ばれる杯が授けられた。ルイ敬虔王はイタリアの修道士たちに修道院を渡し、修道院はベネディクト会の戒律で治められるようになった。
修道院の富が年代記で称えられている一方で、この土地はフランク人とブルトン人の緊張関係の中心にあった。849年、ブルトン王ノミノエはロワール川を越えて、修道院を包囲し一部を破壊した。修道院はのちにシャルル2世とノミノエの協力を得て再建されている。9世紀半ばのヴァイキングの出現は、修道院にとって致命的であった。853年の6月から7月にかけて、彼らは修道院を略奪して放火し、川に浮かぶバタイユーズ島に港と要塞化した駐屯地を築いた。この駐屯地から、彼らはロワールを上り、ポワティエ近くの支流まで移動が可能になった。彼らは873年にシャルル2世に駆逐されるまで、繰り返しアンジェの町を落としている。彼らが唯一退けられたのは936年から937年にかけてで、ナント伯アラン・バルブトルトによってである。
ヴァイキングの襲撃に直面して、修道士たちは聖遺物を抱えて避難した。彼らは860年に一度帰還したが、865年にサン・サヴァン修道院に、その後866年から881年にサン・ゴンドン修道院に逃れている。彼らはトゥルニュのサン・フィリベール修道院で暮らしていた時期もあった。グロヌ山に戻ってくるかわりに、修道士たちはソミュール城近くでサン＝フロランの共同体を再建し、サン＝フロラン＝ド＝ソミュール修道院、通称サン＝フロラン＝ル＝ジューヌ（新しいサン＝フロラン）を創設した。グロヌ山のかつての修道院はサン＝フロラン＝ル＝ヴュー（古いサン＝フロラン）となり、修道院（abbaye）という単語で呼ばれ続けながらも、小修道院に転換された。

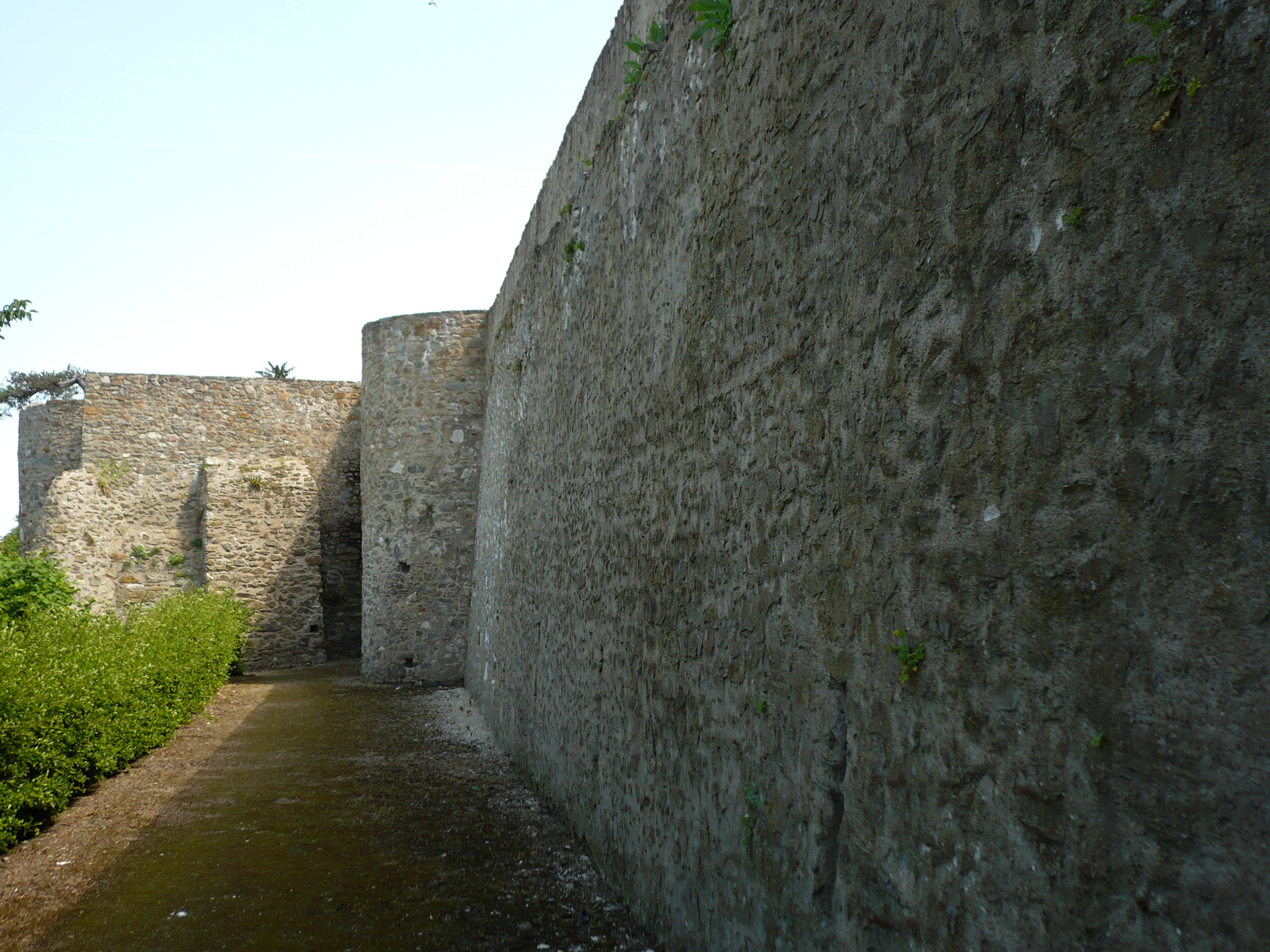
露頭北側にある中世の防御壁

1025年、アンジュー伯フルク3世（フルク・ネラ）がソミュール攻略の際にサン＝フロラン＝ル＝ジューヌに火を放ったため、院長フレデリックと8人の聖職者たちは古いサン＝フロランに避難した。ソミュール近郊に戻ると、彼らは1036年に新たな教会を献堂し宗教生活を復活させた。
アンジュー伯フルク・ネラは、1005年にモージュを手に入れ伯領に併合していた。この併合には、ソミュールのサン＝フロラン修道院と提携するグロヌ山のサン＝フロラン小修道院の土地、そしてソミュールを所有するブロワ伯の影響を受けた地は含まれなかった。1025年にフルク・ネラがソミュールを手に入れたことで、サン＝フロランも伯領に組み込まれた。
フルク・ネラは治世の間、ロワール川を見下ろす露頭の上に要塞を築いた。彼はモットの上にダンジョンを築いた。このモットは現在でも見られ、アングレーム公爵夫人の記念碑を支えるため残っている。フルクの子ジョフロワ2世は、防御壁によって修道院と近接する町との防衛を強化した。修道士たちの土地の防衛を委託されていたためである。ジョフロワ3世は、よそ者を呼び出していないのを条件に、修道士たちの権利を確認した。1130年にジョフロワ5世は、修道院の土地にコミューンをつくらないことに同意している。

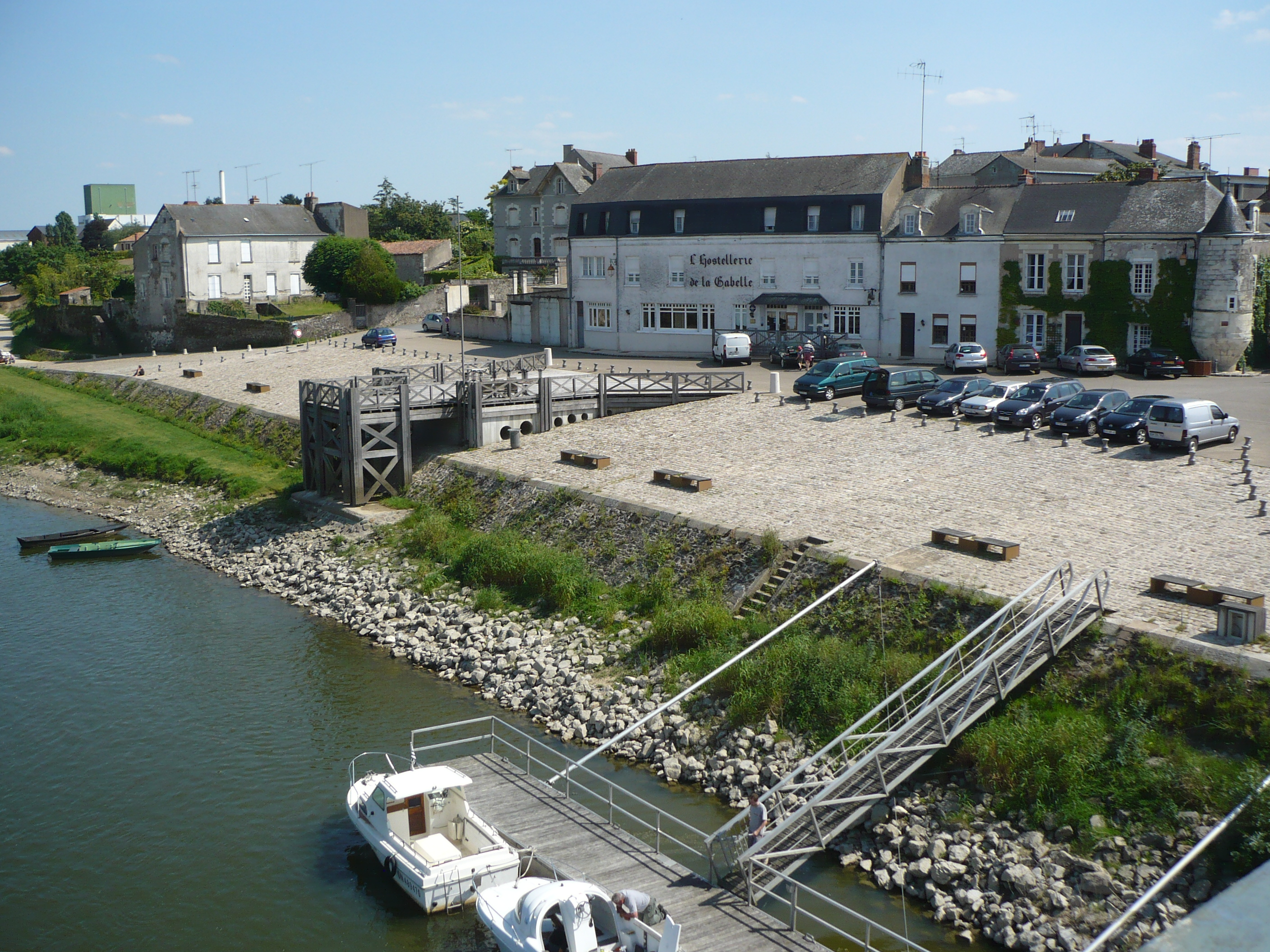
古い埠頭

1343年、塩に課税する塩税務署制度を確立させたフィリップ6世の命令によって塩の販売は国家が独占することになった。アンジューは高等塩税務署管内の一部となった。高等塩税務署は16か所の特別法廷または塩蔵を管轄していたが、その1つがサン＝フロラン＝ル＝ヴィエイユにあった。
1369年11月24日、ペンブローク伯ユーグ・ド・カルヴァリー率いるイングランド軍がアンジューに進軍するという差し迫った脅威の影響から、緊急に防衛の強化が必要になり、シャルル5世は特許状を出してサン＝フロラン修道院を承認した。1423年、町の住民たちは防衛設備修復の費用にと、1000リーブルを修道院に寄付している。1426年の聖アンドレの日、野盗の集団が壁をよじ登って町を襲撃しようとしたが、無駄に終わった。
ユグノー戦争のさなかの1591年、メルクール公とスペイン人戦闘員で構成される彼の軍は、まさに岩の露頭の防衛設備を覆い尽くし、王家の守備隊が防衛していたにもかかわらず、12月18日には防衛を突破した。退却する前に、守備隊は防衛設備を破壊しなければならなかった。
1641年、コルドリエ修道会の住宅が村の中にできた。コルドリエ会修道士は1667年に40人、1699年には20人いた。
18世紀、町は住民集会によって毎年選出される住民代表者によって行政が行われていた。町にはコルドリエ会修道士が運営する学校、病院があり、修道院近くの浮浪者が集まる場所にはスラム街があった。1757年、病人のための救命救急所がつくられた。川港は、タバコ倉庫を持つ商取引の場だった。塩もそこに納められ、港からはワイン、アサ、穀物が出荷されていった。ロワール川における物資の往来を管轄したのは港湾長であった。1789年当時、町の人口の20%が聖職者、31%が小作農、17%が織工と紡績工であった。

### ヴァンデ戦争
1789年三部会招集により、会議が開かれた。第三身分陳情書では、徴税人によって住民たちがこうむった苦痛、条約によって貿易の障害が生まれたこと、モンジャン＝シュル＝ロワールとサン＝フロランの間のロワール川に堤防を完成させてほしいとの要望が書かれていた。最初、革命は住民たちから歓迎されていた。サン＝フロランは1790年から1795年まで小郡庁が置かれていた。
しかし、聖職者民事基本法が出されると好意的な傾向は逆転した。サン＝フロラン司祭ミシェル・フランソワ・グリュジェは宣誓を拒否し逃亡した。彼は住民の助けを借りて教区の近くに潜み、国外追放を逃れた。助任司祭もまたかくまわれたが、最終的には発見され、1798年から1800年まで追放されていた。宣誓司祭にはアントワーヌ・ヴァレが任命された。村では、教会資産は没収され、修道生活を放棄する意思があるかどうか居住者たちに尋ねた。7人のベネディクト会派修道士のうち4人が拒否し、コルドリエ会修道士13人のうち9人がこれを拒否した。戦争によって破壊されるか損傷していた修道院建物は没収され、1796年から1798年の間に売却された。
1793年3月10日の日曜日、フランス革命軍への登録数減少に直面して、国民皆兵令である30万人募兵令が発表された。法を読んだ検事代理デュヴァルは、数名の人々に暴行され、彼らは逮捕され牢に放り込まれた。翌3月11日、宣誓司祭アントワーヌ・ヴァレはアンジェからサン＝フロランへ援軍を送るよう要請した。書簡によって200人の武装した男たちが送り込まれた。県から送り込まれた竜騎兵はたった25人で、自らが被害をこうむることを恐れる隣接コミューンは、援軍の提供を拒否した。

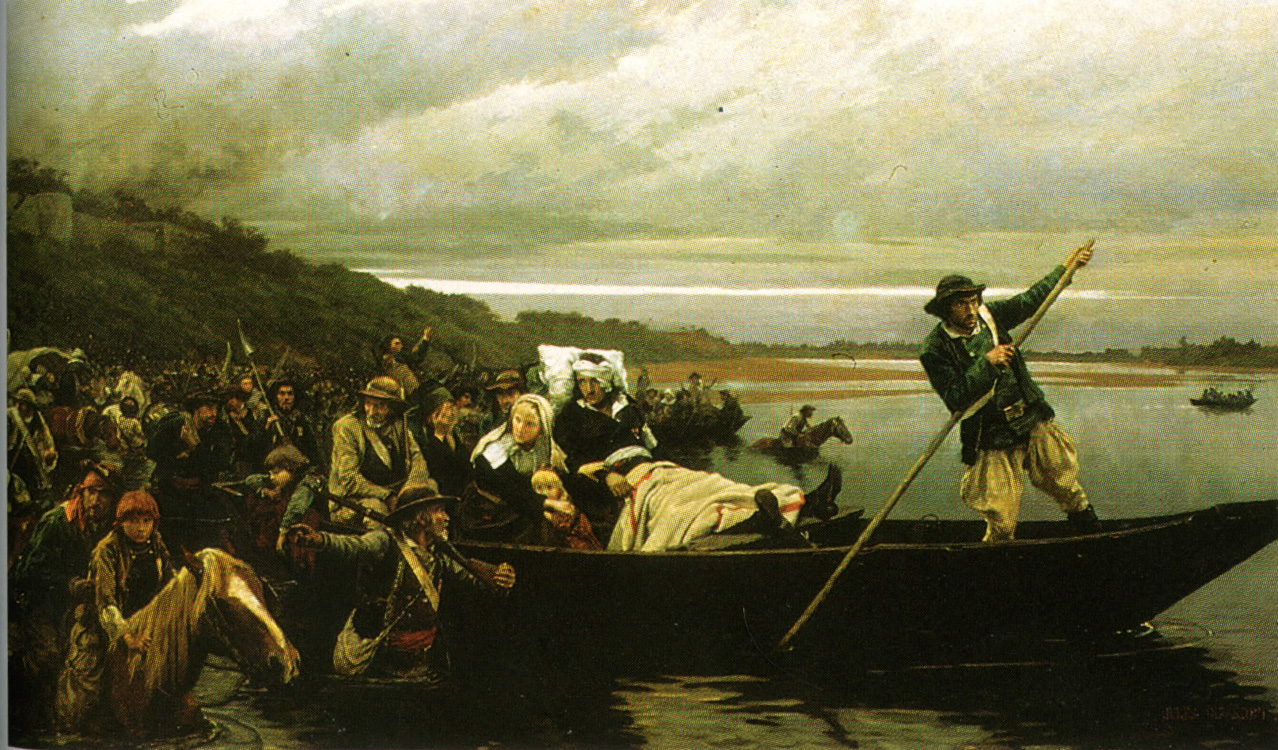
負傷したレスキュール将軍がサン＝フロランからロワールを渡る、ジュール・ジラルデ画、1882年

3月12日木曜日、鐘が鳴る中、若者たちは徴兵をくじで決めるため町に入った。彼らは親せきや友人を連れており、合計で600人から4000人になっていた。彼らの一部は銃や棒、大鎌で武装し、白い花型の帽章をつけていた。彼らはボ・アン・モージュ、ラ・シャペル・サン・フロラン、サン＝カンタン＝アン＝モージュの首長たちに『地区の紳士たちへのくじを延期すること、彼らに武器を提供すること』を要求した。自治体の役員ジャコブは、地区の役場が置かれている旧修道院の前で群衆に対処することに決めた。群衆はブーイングを飛ばし、憲兵たちのサーベルの平たい部分を叩いて妨害した。群衆の怒りが爆発し、ジャコブが殺害された。地区役場に設置されていた2つのカルバリン砲が群衆に向けて発射された。4人が死亡し、40人以上が負傷した。徴兵された者たちは砲手や愛国者たちに襲い掛かり、数名を殺害し、その他の者たちは窓から逃げ、建物の中は略奪された。公文書や愛国者の祭壇が燃やされ、愛国的ブルジョワ階級の住宅は略奪され放火された。これがヴァンデ戦争の始まりだった。
蜂起翌日の3月13日、ラ＝シャペル＝サン＝フロランにあるラ・バロニエール城の城主ボンシャン侯爵を迎えに武装集団の代表が現れた。彼らはボンシャンに軍隊を指揮してほしいと要請した。当初は消極的であったボンシャンは最終的に要請を受け、蜂起の首領になった。宣誓を拒否して匿われていたグリュジェ司祭は、白旗（王制支持者を表す）を祝福し、彼らはテ・デウムを歌いながら町へと進軍した。ボンシャン指揮のもと、反乱軍はモンジャン・シュル・ロワールの守備隊を追い払った。

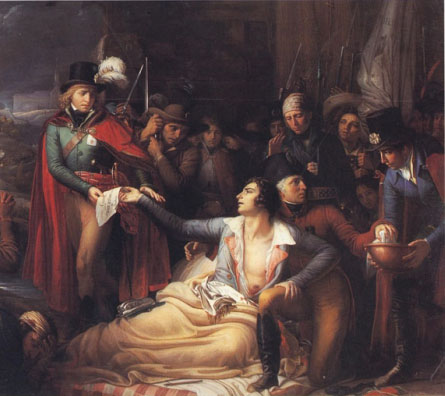
ボンシャンの死、ジョルジュ・ドゥジョルジュ画、1837年

1793年6月23日、たやすくアンジェを攻略した後、カトリック王党軍は6月29日にナントを攻撃した。ナント遠征は失敗し、ヴァンデ軍の総司令官ジャック・カトリノーが致命傷を負った。カトリノーはサン＝フロラン＝ル＝ヴィエイユに運ばれ、1793年7月14日、この地で死去した。彼の遺体はサン＝フロランのカトリノー礼拝堂に埋葬されている。
10月17日のショレの戦いでの敗北に続いて、ヴァンデ軍はロワール河岸に戻り、川を渡って北に進軍しようとした。ガレルヌの彷徨（fr）の始まりである。10月17日から18日にかけて、彼らが川を渡り、共和国軍から逃れるため、ボートが使われた。反乱軍とその家族、負傷者、女性、子供からなる数万人がロワール右岸に渡った。ボンシャンは戦闘で致命傷を負い、瀕死の状態のままサン＝フロランへ運ばれた。およそ5000人の共和国軍の捕虜が、セブロン＝アルゴンヌによってサン＝フロランの教会に閉じ込められていた。ヴァンデ幹部たちは、この大勢の捕虜たちをもはや連行して川を渡らせることは不可能であると認めていた。捕虜たちを銃殺することに決まったが、幹部たちは命令を下すことに躊躇した。ヴァンデの群衆は、共和国軍捕虜の存在を意識することになった。ボープレオの病院で400人のヴァンデ軍捕虜が虐殺された知らせが届き、彼らは共和国軍への報復のため2台の大砲を設置したのである。死にゆくボンシャンは、次のような命令を下した。ボンシャンの夫人が回顧録に以下のように記している。
| 「 | けがの状態は何の希望ももてないほどだった。ボンシャンは、暗がりの中でもそこにいる全員に影響を与えていた。彼は自分に従う幹部たちの苦痛を和らげるよう努めていた。彼はその後、自分の最後の命令が実行できるかどうか熱心に尋ねた。彼はすぐに、修道院付属教会に閉じ込められている捕虜全員に恩赦を与えるよう命じた。その後ドートリシャン（ボンシャンのいとこ、ドートリシャン侯爵シャルル・マリー・ド・ボーモン）の方を向いて、ボンシャンは言った。『友よ、これは私が君に与える最後の命令だ。君が確実に命令を実行することは、私が保証しよう。』 | 」 |

ドートリシャンは町の北側に向かい、そこでヴァンデ軍兵士に対処した。彼はボンシャンの書簡を読みあげ、叫んだのである。『捕虜たちに特赦を。ボンシャンが命じた。そのボンシャンは瀕死の状態なのだ。』
『同志たちよ、君たちは私の人生最後のこの日まで私に従ってきてくれた。君たちの司令官として、私は捕虜たちを赦すよう命じる。もし死にゆく指導者が君たちよりも多大な力を持っているならば、人間性の名において、神の名において君たちが戦うならば私は君たちに請う。同志たちよ、もし君たちが私の命令と祈りを無視するならば、私は捕虜たちの只中に加わる。もし君たちが撃てば最初の銃弾が私に命中するだろう。』
共和国軍捕虜たちは解放された。

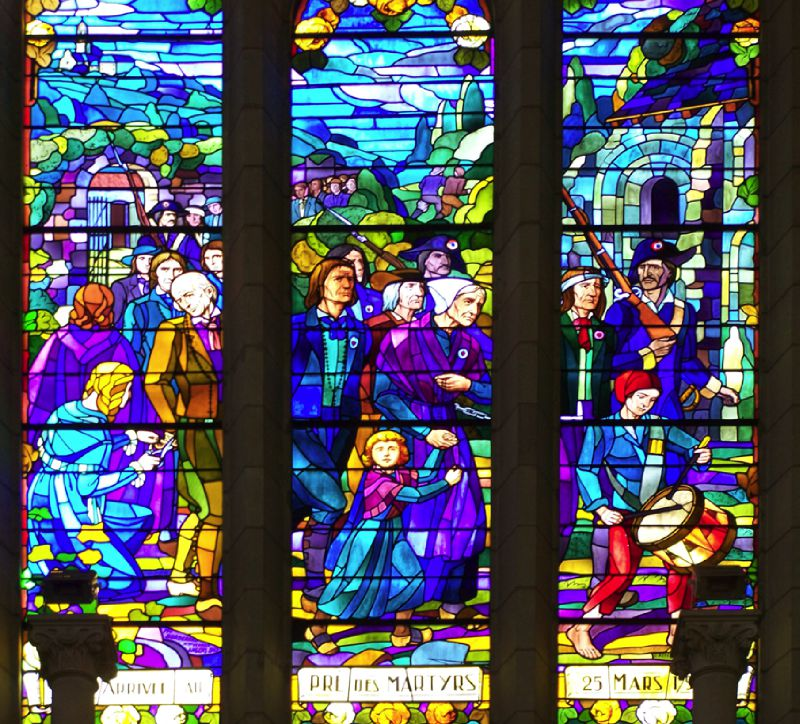
マリレ礼拝堂のステンドグラス。マリレで銃殺される人々

10月19日、午前3時、共和国軍のオートヴィル中隊長率いる軽騎兵の第一次分遣隊が、ヴェステルマン率いる第二次分遣隊がサン＝フロランに入ったが、町は閑散としていた。ヴァンデ軍は全員がロワール北岸に渡ったのである。シャルル・ド・ボンシャンはわずか4時間前にラ・メイユレで没し、遺体はヴァラドの墓地に埋葬された。素早く、解放された共和国軍捕虜が集まったことについて、国民公会議員アントワーヌ・メルラン・ド・ティオンヴィルは、公安委員会にあててこう記している。
『デルベは致命傷を負った。ボンシャンの余命はあと数時間だろう。ここでは彼らを臆病な国賊と呼んでいるが、彼らは我々の4000人の捕虜を解放したのである。これは真実である。私は元捕虜たちが口々に同じ話をするのを直に聞いたのだから。信じられないほどの偽善的な行いで、一部の者たちは心を揺さぶられた。奴隷によって生を手にいれた自由市民、これは革命的ではない。国民公会に話すことすらできない。（ヴァンデの）強盗たちは新聞を書いたり読んだりする時間がない。この出来事は他の些細な出来事と同じように忘れられてしまうだろう。』
ヴァンデ軍のサン＝フロランからの退避に伴い、共和国軍のジャン・フランソワ・ムーランが指揮する軍が以後町を制圧した。1793年12月18日、彼はヴァンデ軍の一部の者たちに国民公会の恩赦令を適用した。翌日、勇気づけられたヴァンデ反徒ら492人は立ち去って行った。12月22日、ここには1200人の捕虜がいた。彼らはレ・ポン＝ド＝セやマリレに連行され、そこで銃殺された。サン＝フロランの修道院付属教会は監獄に変えられ、そこには女性や子供を含む数千人が閉じ込められていた。3月25日、マリレで2度目の銃殺刑が執行された。殺害の任務を負ったのは、サン＝フロラン＝ル＝ヴィエイユ守備隊の一部で、マクシマン・ルグロ将軍が指揮していた。
犠牲者の中には、多くのサン＝フロラン住民が含まれていた。歴史家セレスタン・ポールは、レ・ポン＝ド＝セの銃殺刑での犠牲者数を数えている。アンジェでの死者9人、サン・マロでの死者1人、アランソンとナント各1人、サヴネでは34人だった。少なくとも他に12人がドゥエ・ラ・フォンテーヌの監獄で死に、5人がアンジェで、8人がモントルイユ＝ベレで死んだ。サン＝フロラン住民から出た犠牲者の1人、ルネ・リゴーは、1984年に列福されている。反徒を粉砕してからずっと後に行われた、地獄部隊による銃殺と進軍が、反徒を刺激することになった。1794年5月20日、町の住民は共和国軍によって立ち退かされた。ヴァンデ軍は力でそれを覆そうとした。1795年3月16日、共和国軍によって戦いが再開された。3月22日に起きたサン＝フロラン＝ル＝ヴィエイユの戦いでは、ストフレ率いるヴァンデ軍が敗北した。意気阻喪し、彼らはモレヴリエの森に身を潜めた。3月26日、彼は休戦を要請し、その後5月5日にヴァラドで和平に調印した。
ヴァンデ戦争で町は荒廃する運命をたどった。村では、無傷で残った住宅は1軒だけで、他はすべて損傷または破壊されていた。コミューンは住民の大半を、銃殺や難民となって失った。1793年に2800人いた人口は、大規模な荒廃のおよそ5年後である1800年には、1433人となっていた。

### 現代
町はヴァンデ戦争後に再建された。戦争の記憶は生々しく残っていた。1823年9月22日、王太子妃であるアングレーム公爵夫人が、船でナントからサン＝フロラン＝ル＝ヴィエイユを公式訪問した。彼女は大勢の群衆に歓迎され、そこで公爵夫人はヴァンデ軍の元兵士に話しかけた。1825年、ボンシャンの墓がサン＝フロランに建てられた。彫刻はダヴィド・ダンジェが担当し、公的な応募によって集まった資金で記念の円柱も建てられた。1828年、ベリー公爵夫人もサン＝フロランを訪問し、英雄の歓待を受けた。
1852年、アンジェ司教とナント司教は、サン＝フロランとヴァラドの間に架けられた橋に祝福を授けた。19世紀、サン＝フロランの人口が大幅に減少した。通商は水上交通を基盤としていたため、鉄道とさらに競わなくてはならなくなり、徐々にロワールの水運が衰えていったためである。
第一次世界大戦でのサン＝フロラン出身の戦死者は、84人だった。私立の男女共学学校が1926年に開校した。第二次世界大戦では住民10人が犠牲となった。1940年に橋が破壊された。橋の再建は1954年まで待たねばならなかった。
2015年10月5日の県条例によって公式に、コミューン・ヌーヴェルのモージュ＝シュル＝ロワール創設が発表された。コミューン・ヌーヴェルは自治体間連合を構成する11のコミューンが合併して誕生した。

## 人口統計
| 1962年 | 1968年 | 1975年 | 1982年 | 1990年 | 1999年 | 2008年 | 2013年 |
| ------ | ------ | ------ | ------ | ------ | ------ | ------ | ------ |
| 2089   | 2203   | 2415   | 2559   | 2511   | 2623   | 2686   | 2809   |

参照元:1962年から1999年まで人口の2倍カウントなし。1999年までEHESS/Cassini、2004年以降INSEE

## 姉妹都市
コミューンはフランスのサン＝フロラン協会に加盟しており、サン＝フロランの名が含まれるコミューンと協力関係にある。
- サン＝フロラン＝シュル＝シェール（シェール県）
- サン＝フロラン＝ル＝ジューヌ（ロワレ県）
- サン＝フロラン（オート＝コルス県）
- サン＝フロラン＝デ＝ボワ（ヴァンデ県）
- サン＝フロラン＝シュル＝オゾネ（ガール県）

姉妹都市となっているのは、ハンガリーのティハニである。

## 史跡

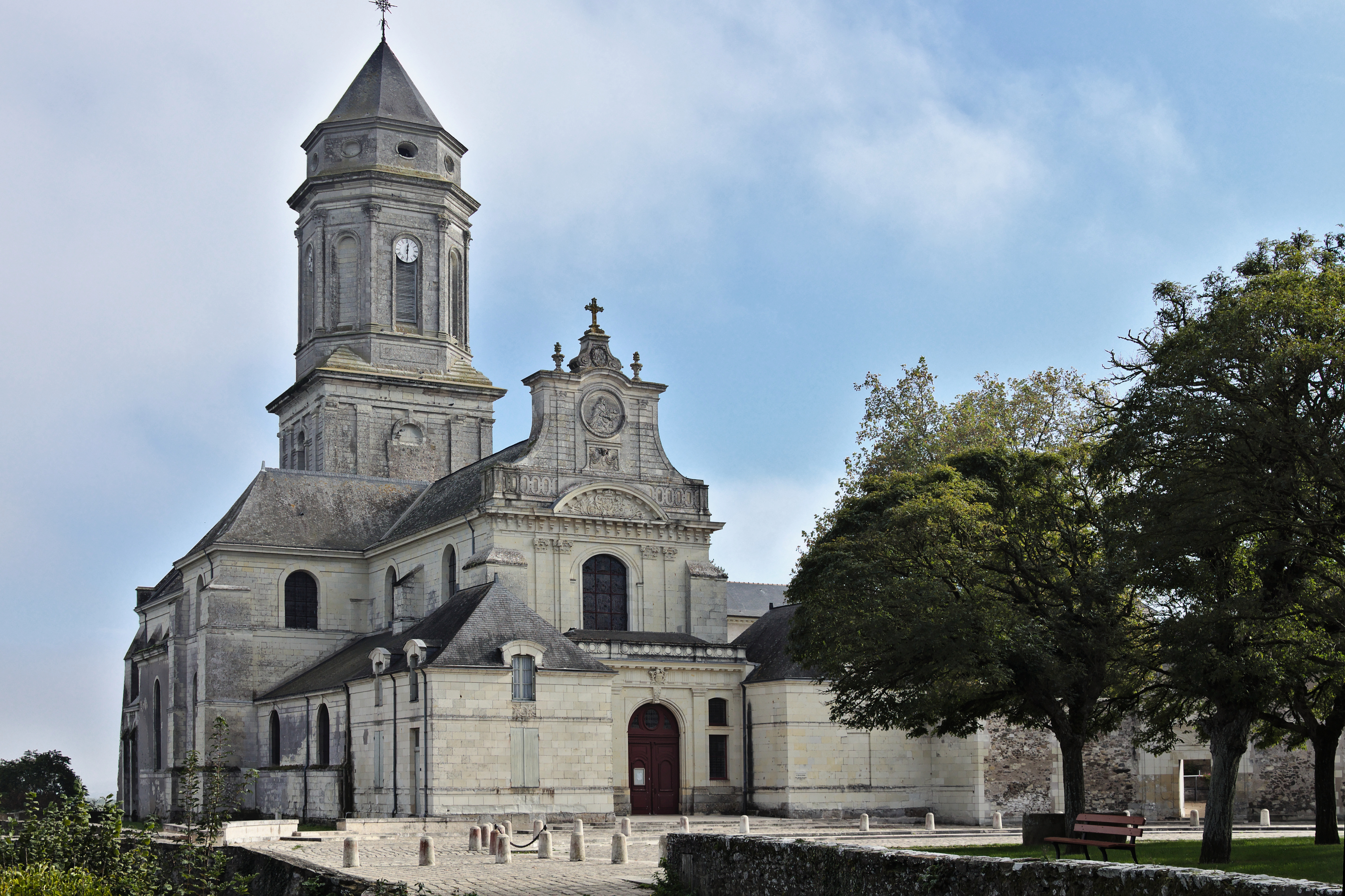
サン＝フロラン修道院
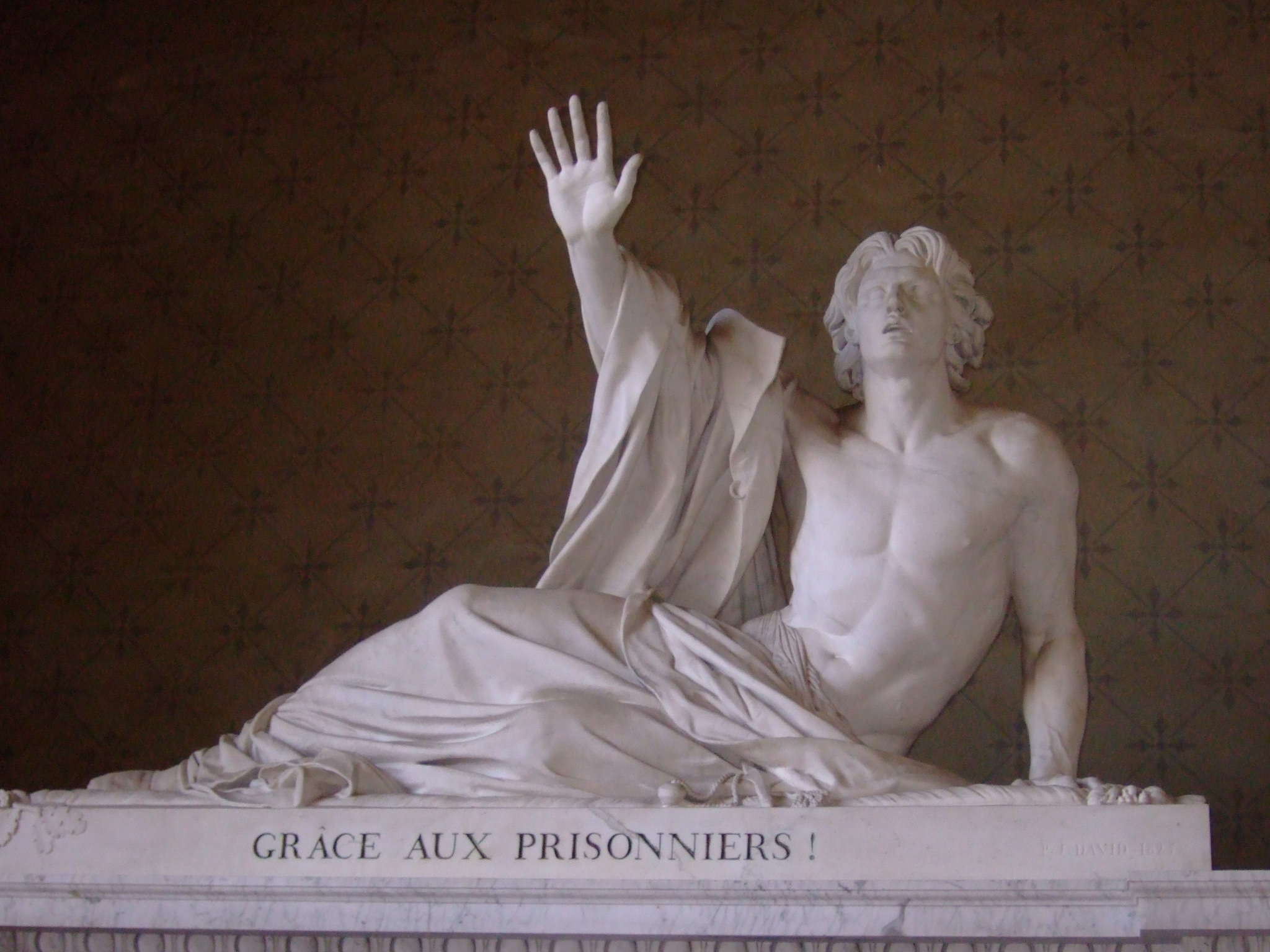
ボンシャンの墓
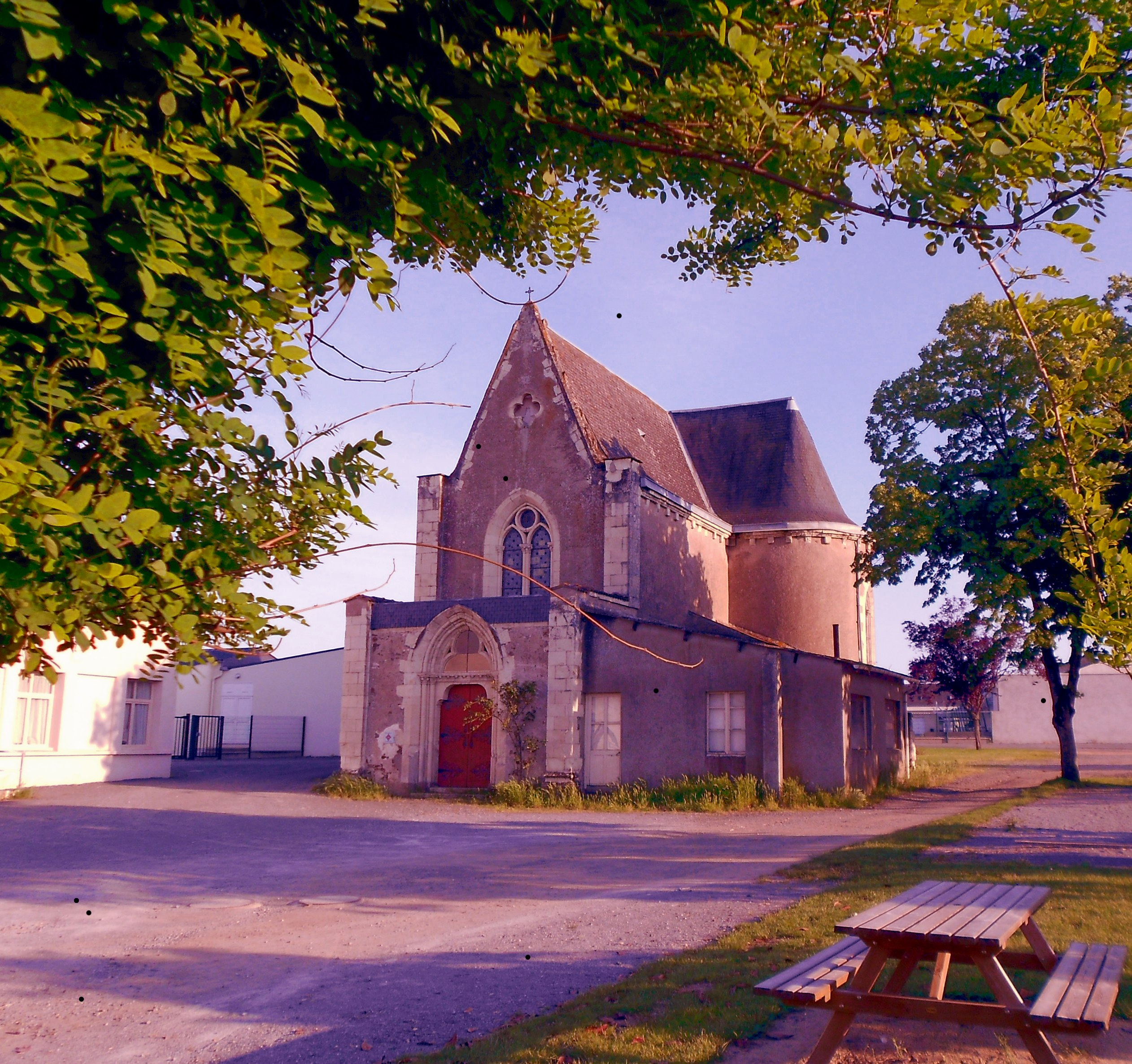
カトリノー礼拝堂
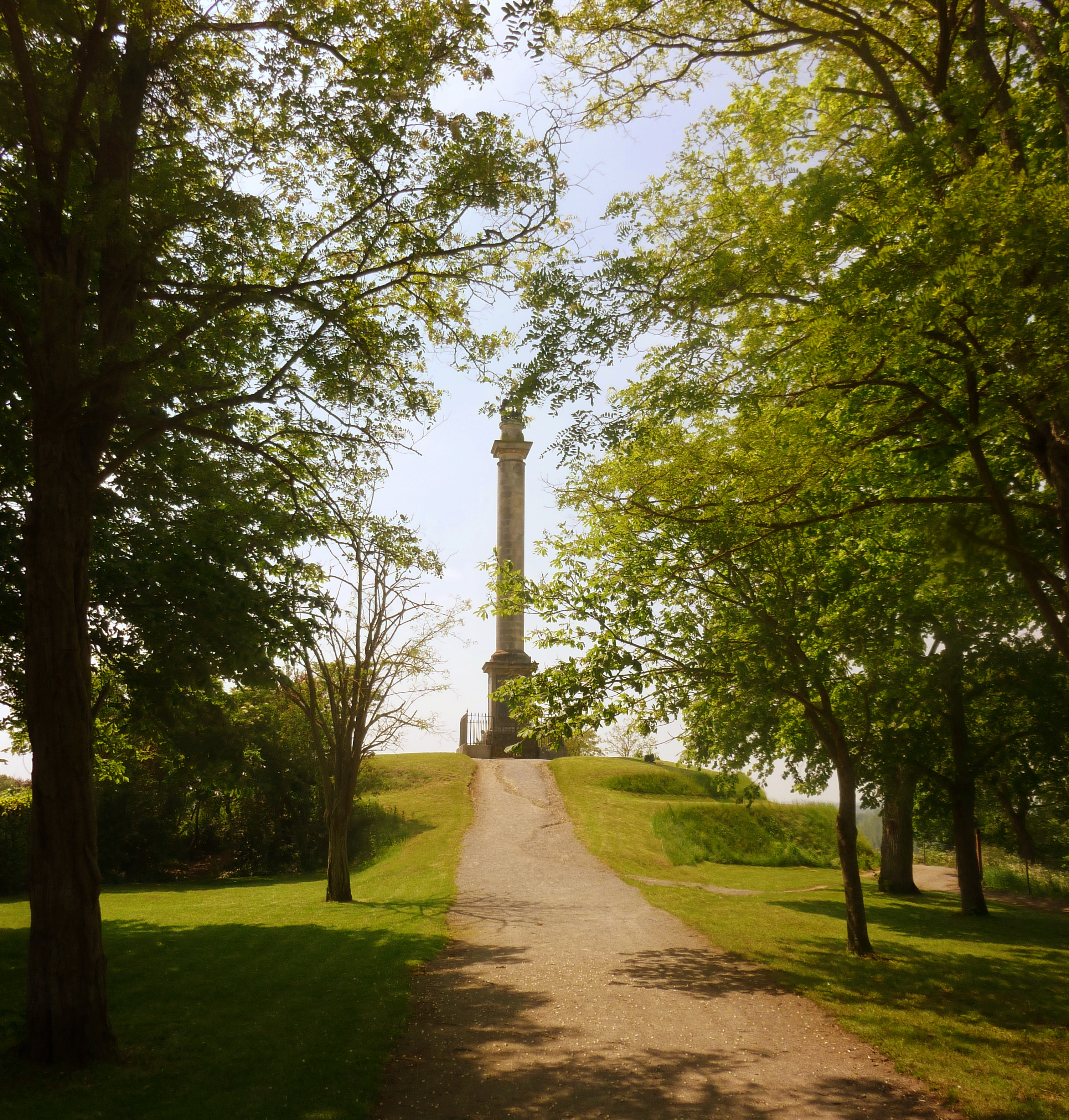
アングレーム公爵夫人記念碑
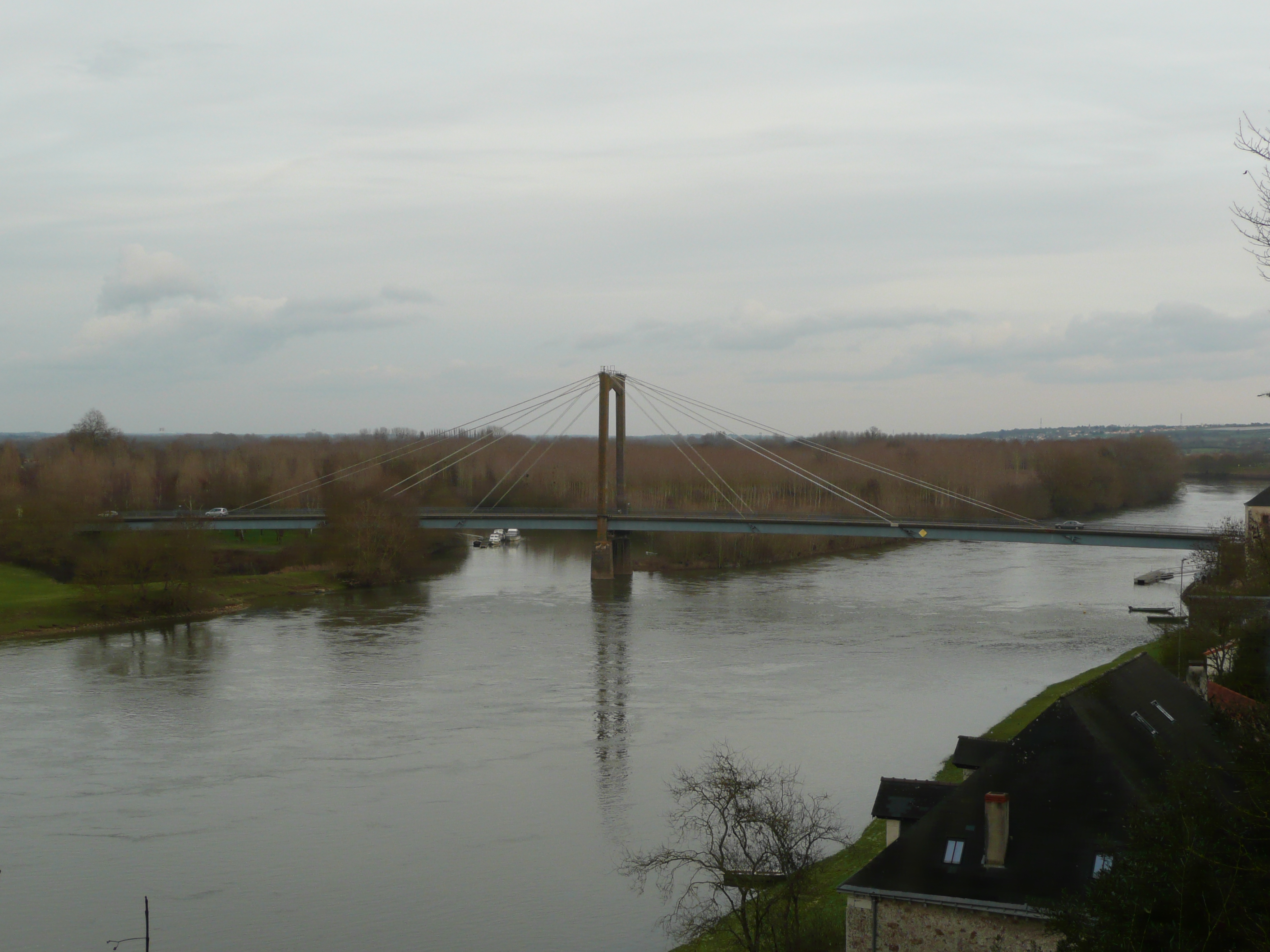
橋

## 出身者
- ジュリアン・グラック